# انتخابات متعاقبة
في الانتخابات المتعاقبة لا تكون جميع الأماكن المخصصة للهيئة المنتخبة جاهزة للانتخابات في نفس الوقت. لذلك تحافظ الانتخابات المتعاقبة على بعض الاستمرارية في الهيئة المنتخبة.
على سبيل المثال، يتمتع أعضاء مجلس الشيوخ الأمريكي بولاية مدتها 6 سنوات، ولكنهم لا ينتخبون جميعًا في نفس الوقت، بل تجري انتخابات كل عامين على ثلث مقاعد مجلس الشيوخ الأمريكي. وتُجرى انتخابات أعضاء مجلس الشيوخ لعدة بلدان أخرى وللهيئات الإقليمية بالتعاقب. ففي المملكة المتحدة، تقوم بعض المجالس بإجراء انتخابات متعاقبة، يُنتخب فيها أعضاء المجلس لفترة مدتها 4 سنوات. ويجب عدم الخلط بين الانتخابات المتعاقبة والانتخابات المتداولة.